# Emicocarpus fissifolius
Emicocarpus fissifolius es una especie  de plantas fanerógamas de la familia Apocynaceae y el único miembro del género monotípico Emicocarpus.  Es originaria de África tropical.

## Descripción
Tienen ramificación en la base de la planta, con tallos postrados, de 50 a 100 cm de largo,  hojas pecioladas, palmeadas con 5-7 lóbulos,  glabras, con la excepción de unos pocos pelos diminutos en la nervadura central y, a veces por debajo de la parte basal; las inflorescencias en umbelas laterales en los nodos y terminales, pedunculadas, con 5-8-flores;  brácteas diminutas; folículos generalmente solitarios obtriangulares, con 3 espinas en la parte superior, subtruncadas.

## Taxonomía
Emicocarpus fissifolius fue descrita por K.Schum. & Schltr. y publicado en Botanische Jahrbücher für Systematik, Pflanzengeschichte und Pflanzengeographie 29(Beibl. 66): 21. 1900.